# Olivier Enogo
Olivier Enogo, né en 1972, est un journaliste et réalisateur franco-camerounais. Fondateur et gérant de OR Médias, il produit, réalise et présente des émissions et documentaires tels que African Chronicles, et Regards sur l'Afrique. Il est Conseiller au comité de l'Association de la Presse Étrangère.

## Biographie

### Carrière journalistique
Il a travaillé pour RFO, Le Monde informatique, Le Point, Jeune Afrique, Khalifa TV, TV5, Canal +, Afrique Active et la chaîne panafricaine VoxAfrica.
À partir de 2003, il produit et réalisa son tout premier documentaire Les Africains de Moscou, diffusé pour la première fois sur une chaîne française par TV5. La même année, il enchaîna avec la réalisation et production de Bona, le sorcier de la basse (2004), puis Égypte : Touristes sous haute protection.
La consécration arrive l’année suivante avec Les Filières africaines de la prostitution (2007) dont les investigations et prises de vues avaient commencé cinq ans plus tôt,,,. Avec ce film documentaire, Olivier Enogo s’est mis à dos une myriade d'ennemis. Les trolls téléguidés par les lobbys lui balancent des tombereaux d’insultes. Il sera néanmoins plus affecté par ceux qui l’accuseront de stigmatiser encore plus les Africains et les Africaines. Le documentaire a été sélectionné dans divers festivals dont le prestigieux Festival international du grand reportage d'actualité et du documentaire de société (Figra), le Festival "Lumières d'Afrique", grand-messe des cultures d'Afrique à Besançon piloté par Gérard Marion. Le documentaire est passé sur plusieurs chaînes de télévision parmi lesquelles NHK au Japon, Radio Canada en Amérique du Nord, TF1, Canal +, BBC et ZDF, en Europe...Des projections débats sur 17 pays africains et 3 états européens en présence des officiels, une projection spéciale au sein de l'Union Européenne. Une enquête tournée plusieurs mois durant des conditions dangereuses, des victimes et leur entourage, des membres des associations, des représentants des institutions y participent. Un documentaire coup de poing sur le trafic des êtres humains. Diffusé avec pour leitmotiv: la sensibilisation.
Il est aussi l'auteur d'un livre Les Filières africaines de la prostitution, mémoires d'une enquête, préfacé par Danielle Babin Kololo. Cet ouvrage documente l'enquête mener sur les réseaux de prostitution africains dans les pays occidentaux.
Depuis, Olivier Enogo a produit et réalisé plusieurs dizaines de documentaires via son agence OR Médias et certains sont édités ou distribués par L’Harmattan Vidéo : Mali sur Seine (2009), La Courneuve, au-delà des clichés (2007), Blanchir une affaire pas très claire (2008), Les Africains de Moscou, Autisme : derrière le rideau (2009), Les Blessures de l'ombre (2014/2015), Quand la culture renait des cendres d’Ebola (2017), États-Unis : Liberté de se faire tuer (2018).
Les Africains de Moscou est le tout premier projet de Olivier Enogo, long documentaire en solo, diffusé à l'époque sur TV5 Monde, Planète et Arté en version courte. Il s'agit d'une immersion journalistique de cinq semaines dans la vie des Africains de Moscou. Produit par Enogo Press & &TV, le film dure 61 minutes.
Les Mbenguistes est le tout premier project réalisé pour VoxAfrica. Le documentaire a suivi 8 personnes, des Africain(e)s venu(e)s en France, dans leur quotidien en immersion, durant 6 mois, loin des clichés. Le projet fait leur portrait et parle de leurs réalités, joies, peines, et espoirs.
La Courneuve, au-delà des clichés (2007): Project 4000 ! Le nom d'un projet connu sous le nom de l'une des banlieues la plus chaude de France. Utilisée comme un laboratoire social par le gouvernement français et les médias, elle est promue comme endroit gouverné par la violence, les chômeurs et les jeunes face aux drogues. Dans ce documentaire, l'équipe est allée rencontrerez les vrais habitants de cet endroit, des citoyens ou des élus, des gens qui y vivent toute l'année et qui ne réduisent pas leur projet à un endroit dangereux.
Mali sur Seine (2009): une immersion dans les foyers africains de Paris. Un monde parallèle avec ses codes, ses lois, ses actions de solidarité. Des cuisines communautaires tenues par des femmes aux petits commerçants, "Mali sur Seine" s'attarde également sur les conditions d'hygiène, la surpopulation, les sans-papiers...les principales thématiques abordées sont toujours d'actualité. Le projet a été diffusé sur plusieurs télévisions. Le magazine Télérama : "Cette plongée dans des lieux victimes de tant de stéréotypes permet d'en saisir la réalité quotidienne".
Le documentaire Autisme : derrière le rideau met en exergue le caractère universel de l'autisme du parcours des parents aux difficultés rencontrées par les professionnels, dont Vaincre l'Autisme. Depuis plusieurs années, cette organization mène une action pour défendre les droits des enfants qui en sont affectés, agit pour faire connaître et reconnaitre cette maladie. S'il n'existe pas de traitement contre l'autisme, ce film montre qu'un encadrement personnalisé permet souvent d'améliorer les symptômes et la qualité de vie. Caméra au poing, Olivier Enogo part à la rencontre des professionnels des pays de l'Europe du nord qui semblent très avancés sur l'autisme, et ceux de l'Afrique du nord qui eux, en sont au balbutiements, amis avec beaucoup de volontés. Escale naturellement aussi en France, base de ce projet. Le film de 62 minutes est produit par Enogo Press & TV (société devenue OR MEDIAS), coproduction de Sakola (Evelyne et Anne-Marie Brener) ainsi que Be Real & Get A Life (Fred Cobral), réalisé par Olivier Enogo, musique par Dovi Adjekotokpan, avec l'aimable participation de l'actrice américaine Sigourney Weaver et du comique français Michel Leeb.
Les Femmes Algériennes dans la guerre d'indépendance: série documentaire de l'émission African Chronicles. La guerre d’Algérie ou révolution algérienne (en arabe : الثورة الجزائرية (Al-thawra Al-Jazaa'iriyya), en berbère : Tagrawla Tadzayrit) aussi connue comme la guerre d'indépendance algérienne ou guerre de libération nationale ou encore les événements d'Algérie, est un conflit armé qui s'est déroulé de 1954 à 1962 en Algérie, colonie française depuis 1830, divisée en départements depuis 1848. L'aboutissement est la reconnaissance de l'indépendance du territoire le 5 juillet 1962. Durant la guerre d’Algérie, de nombreuses femmes ont pris part au mouvement de libération de 1954 à 1962. Engagées auprès du Front de libération nationale (FLN) ou encore de l'Armée de libération nationale (ALN), elles ont toutes contribué à leur façon à libérer l’Algérie du colon français. Certaines se contentaient de venir en aide aux maquis en nettoyant leurs vêtements ou en leur préparant des vivres, d’autres étaient infirmières, couturières ou encore propagandistes. Les plus courageuses d'entre elles étaient prêtes à poser des bombes ou à monter au maquis afin de prendre les armes auprès des moudjahidine. Bien qu’elles aient joué un rôle crucial dans la libération de l’Algérie, le courage de ces femmes est aujourd’hui peu connu à travers le monde et même au sein de la population algérienne. Cette série documentaire relatent leur histoire via le témoignage de certaines survivantes.
Marianne et moi : un documentaire pédagogique sur les institutions, une idée originale de Romuald Dzomo, ancien de Sciences Po, aujourd'hui Directeur général et fondateur de l'ONG ANI International. Le projet : produire des ateliers de travail des jeunes issus de quartiers difficiles, en particulier ceux provenant de l'immigration et/ou en difficulté d'insertion socioprofessionnelle. À travers une suite d'activités, les jeunes sont familiarisés avec les modes de fonctionnement des institutions locales, nationales et européennes. Sont présents dans ce 60 minutes : Rama Yade (ex-Secrétaire d'État française), Harry Roselmack (journaliste-présentateur), François Durpaire (cofondateur du Mouvement Pluricitoyen), Ahmed El Ktibi (Député et Echevin de Bruxelles), Yamina Benguigui (Ex-ministre français), George Pau Langevin (Députée de Paris), Bally Bagayoko (Adjoint au Maire de Saint Denis), Bernard Hayett (Secrétaire exécutif du PS Européen), Catherine Vautrin (Vice-présidente de l'Assemblée nationale, Bruno Le Roux (Député de la Seine Saint Denis), Constant Lekiby Elila (Vice-président de ANI), Hassiba Djerrada (Consultante spécialisée), et de nombreux jeunes accompagnés au Château de Versailles, Palais Bourbon ou au Parlement européen à Bruxelles.

## Publications
- Les Filières africaines de la prostitution, mémoires d'une enquête, 2007[13]

## Filmographie

### Documentaires
- 2003 : Les Africains de Moscou[14]
- 2004 : Le Sorcier de la Basse
- 2004 : Égypte : Touristes sous haute protection[15]
- 2007 : Les Filières africaines de la prostitution[16]
- 2007 : La Courneuve, au-delà des clichés[11]
- 2007 : Les moines exorcistes
- 2008 : Blanchir une affaire pas très claire[17]
- 2009 : Les Mbenguistes[10]
- 2009 : Mali sur Seine[12]
- 2009 : Paris insolites[18]
- 2009 : Les Coulisses du Voyage Papal au Cameroun[19]
- 2011 : Les Femmes Algériennes dans la guerre d'indépendance[20],[21],[22],[23],[24]
- 2011 : Autisme : derrière le rideau[25]
- 2011 : Le Gourou des Serpents Africains
- 2011 : Marianne et moi[26]
- 2014 : Les Blessures de l'ombre[27]
- 2017 : Quand la culture renait des cendres d’Ebola[28]
- 2018 : Quand le Sud fait confiance au Sud
- 2018 : Esclavagisme : perpétuel fardeau
- 2018 : États-Unis : Liberté de se faire tuer